# حمدی مرزوقی
حمدی مرزوقی (عربی: حمدي مرزوقي؛ زادهٔ ۲۳ ژانویهٔ ۱۹۷۷) یک بازیکن فوتبال اهل تونس است.
وی همچنین در تیم ملی فوتبال تونس بازی کرده‌است.